# Begnécourt
Begnécourt és un municipi francès, situat al departament dels Vosges i a la regió del Gran Est. L'any 2007 tenia 168 habitants.

## Demografia

### Població
El 2007 la població de fet de Begnécourt era de 168 persones. Hi havia 59 famílies, de les quals 12 eren unipersonals (4 homes vivint sols i 8 dones vivint soles), 16 parelles sense fills i 31 parelles amb fills.
La població ha evolucionat segons el següent gràfic:
Habitants censats

### Habitatges
El 2007 hi havia 74 habitatges, 61 eren l'habitatge principal de la família, 6 eren segones residències i 7 estaven desocupats. 70 eren cases i 4 eren apartaments. Dels 61 habitatges principals, 51 estaven ocupats pels seus propietaris, 7 estaven llogats i ocupats pels llogaters i 3 estaven cedits a títol gratuït; 4 tenien tres cambres, 14 en tenien quatre i 43 en tenien cinc o més. 49 habitatges disposaven pel capbaix d'una plaça de pàrquing. A 19 habitatges hi havia un automòbil i a 38 n'hi havia dos o més.

### Piràmide de població
La piràmide de població per edats i sexe el 2009 era:
| Homes | Edats   | Dones |
| ----- | ------- | ----- |
| 0     | 95 o +  | 0     |
| 0     | 90 a 94 | 0     |
| 0     | 85 a 89 | 0     |
| 0     | 80 a 84 | 0     |
| 8     | 75 a 79 | 4     |
| 0     | 70 a 74 | 8     |
| 4     | 65 a 69 | 0     |
| 4     | 60 a 64 | 8     |
| 0     | 55 a 59 | 0     |
| 0     | 50 a 54 | 0     |
| 4     | 45 a 49 | 0     |
| 12    | 40 a 44 | 4     |
| 8     | 35 a 39 | 4     |
| 4     | 30 a 34 | 20    |
| 0     | 25 a 29 | 4     |
| 4     | 20 a 24 | 0     |
| 0     | 15 a 19 | 4     |
| 8     | 10 a 14 | 4     |
| 8     | 5 a 9   | 0     |
| 12    | 0 a 4   | 16    |

## Economia
El 2007 la població en edat de treballar era de 109 persones, 92 eren actives i 17 eren inactives. De les 92 persones actives 88 estaven ocupades (46 homes i 42 dones) i 4 estaven aturades (1 home i 3 dones). De les 17 persones inactives 4 estaven jubilades, 10 estaven estudiant i 3 estaven classificades com a «altres inactius».

### Ingressos
El 2009 a Begnécourt hi havia 63 unitats fiscals que integraven 173 persones, la mediana anual d'ingressos fiscals per persona era de 17.620 €.

### Activitats econòmiques
Dels 9 establiments que hi havia el 2007, 2 eren d'empreses extractives, 2 d'empreses alimentàries, 1 d'una empresa de fabricació d'altres productes industrials, 2 d'empreses de construcció, 1 d'una empresa de comerç i reparació d'automòbils i 1 d'una empresa d'hostatgeria i restauració.
Dels 2 establiments de servei als particulars que hi havia el 2009, 1 era un guixaire pintor i 1 restaurant.

## Equipaments sanitaris i escolars
El 2009 hi havia una escola elemental integrada dins d'un grup escolar amb les comunes properes formant una escola dispersa.

## Poblacions més properes
El següent diagrama mostra les poblacions més properes.